# اراليا مسننة

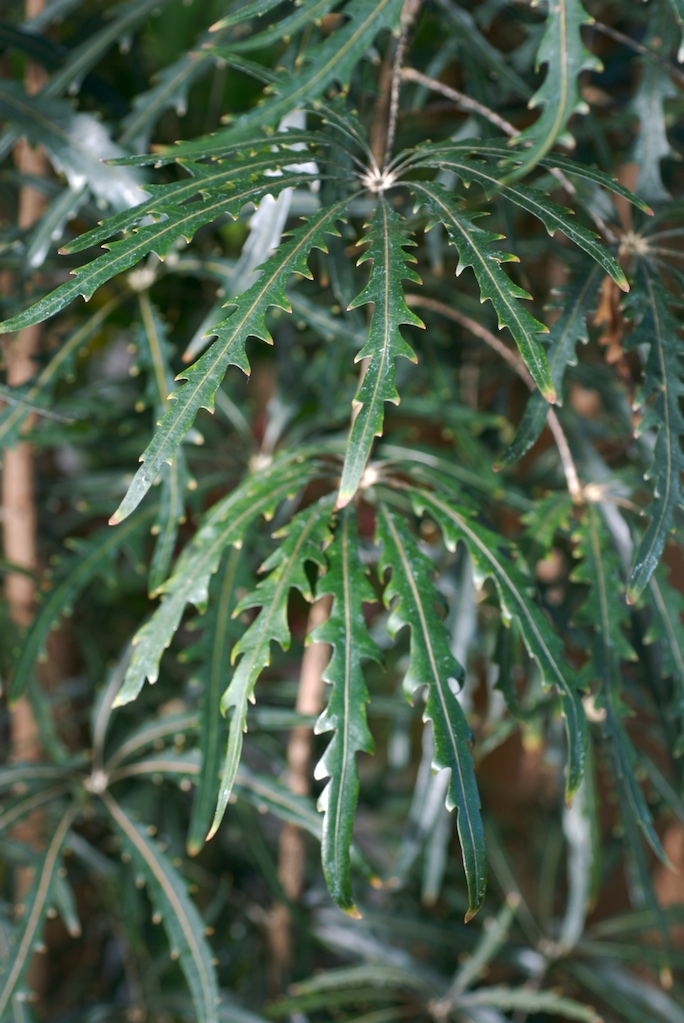

اراليا مسننة (الاسم العلمي: Dizygotheca elegantissima)، هو نبات ينتمي إلى فشغية (فصيلة: Araliaceae).